# دوغلاس هندرسون
دوغلاس هندرسون (بالإنجليزية: Douglas Henderson (ambassador))‏ (و. 1914 – 2010 م) هو دبلوماسي من الولايات المتحدة الأمريكية .
وهو عضو في الحزب الديمقراطي الأمريكي .